# Бугаев, Роман Игоревич
Рома́н И́горевич Бугаев (11 февраля 1989, Братск, СССР) — российский футболист. Выступает на позиции левого защитника.

## Карьера

### Клубная
Заниматься футболом начал в 9 лет в ДЮСШ Армавира, куда в раннем возрасте вместе с семьёй переехал из Братска. Первым тренером был Артур Агабекян. Позднее, во время первенства края, когда армавирская ДЮСШ стала финалистом турнира, на Романа обратил внимание работавший с его сверстниками в интернате «Кубани» Сергей Бондаренко, который и пригласил Бугаёва в группу подготовки своего клуба. В 2007 году впервые попал в официальную заявку «Кубани» на сезон, сыграл в том году 8 матчей в турнире дублёров РФПЛ. В сезоне 2009 года провёл 11 встреч в первенстве среди молодёжных команд, после чего, в августе, перешёл на правах аренды в армавирское «Торпедо», в составе которого дебютировал в профессиональном футболе, всего проведя за оставшееся время первенства 12 игр. В сезоне 2010 года дебютировал в составе «Кубани», выйдя на замену Антону Григорьеву на 44-й минуте домашнего матча 8-го тура против «КАМАЗа» из Набережных Челнов, прошедшего 2 мая. 9 июля на 26-й минуте домашнего матча 20-го тура первенства против клуба «Волгарь-Газпром» из Астрахани Роман забил свой первый гол в карьере. 25 августа Бугаёв продлил контракт с клубом. Всего в сезоне провёл за «Кубань» 25 матчей, в которых забил 1 гол, и стал, вместе с командой, победителем первого дивизиона. 23 апреля 2011 года дебютировал в премьер-лиге в выездном матче 6-го тура против нижегородской «Волги».
Всего в составе «Кубани» провёл 192 матча в различных турнирах, забив 4 мяча. После расформирования клуба, в 2018 году, продолжил карьеру в волгоградском «Роторе», «Томи» и «Енисее».
В августе 2020 года стало известно, что Роман Бугаев пополнил состав дебютанта ПФЛ клуба «Кубань Холдинг» (Павловская), в составе которого дебютировал 5 августа, выйдя на замену во втором тайме в кубковой встрече сезона 2020/21. В июне 2021 года покинул команду, но уже 3 сентября того же года был снова заявлен в её состав. 29 августа 2022 года был исключён из заявки павловского коллектива.
С октября 2022 — игрок команды чемпионата Краснодарского края «Виста-КубГУ» (Геленджик).

### В сборной
19 августа 2011 года был вызван в стан второй сборной России на матч c олимпийской сборной Белоруссии.

## Достижения
«Кубань»
- Победитель Первого дивизиона России: 2010
- Финалист кубка России: 2014/15